# Raków (Częstochowa)
Raków – dzielnica Częstochowy, położona na południowy wschód od centrum miasta, na lewym brzegu Warty. Od zachodu ograniczona jest drogą krajową nr 91. Graniczy z dzielnicami Błeszno, Wrzosowiak, Ostatni Grosz oraz Zawodzie-Dąbie. Przebiega przez nią linia kolejowa Warszawa Centralna–Katowice (pierwotnie kolej warszawsko-wiedeńska) wraz ze stacją Częstochowa Raków (przez wiele lat noszącą nazwę Częstochowa Błeszno). Przeważa zabudowa wielorodzinna.

## Historia
W 1377 r. książę Władysław Opolczyk nadał braciom o imionach Jaśko i Niczko kuźnicę na terenie wsi Błeszno, nad rzeką Wartą, w miejscu dzisiejszej huty. Sam Raków pierwszy raz wzmiankowano w 1631 r. jako las należący do gruntów miejskich.
Losy dzielnicy związane są z położoną nieopodal Hutą Częstochowa. Do lokalizacji zakładu w tym miejscu przyczyniły się: zasoby rud żelaza w okolicach Częstochowy, bliskość kopalń węgla kamiennego w Zagłębiu Dąbrowskim, obfitość taniej siły roboczej, tanie grunty oraz dostęp do kolei Warszawsko-Wiedeńskiej. Grunty rakowskie pod budowę huty Bernard Hantke kupił od Grzegorza Błeszyńskiego w 1895 r., po czym zburzył istniejący w tym miejscu folwark, a mieszkańców wysiedlił na drugą, zachodnią stronę torów kolejowych.
Prace budowlane w oparciu o projekty inżynierów Józefa Chlebowskiego, Józefa Chmurskiego i Leopolda Sobańskiego rozpoczęto w 1896 roku, a zakończono w 1902 r. Osią nowego osiedla uczyniono ścieżkę łączącą Błeszno z Dąbiem (ul. Wesoła, ob. Limanowskiego), a także nowo wytyczoną prostopadłą drogę (ul. Kościelna, ob. Okrzei) odchodzącą od traktu łączącego Częstochowę z Siewierzem. Nazwy ulic wprowadzono prawdopodobnie po I wojnie światowej, a po przyłączeniu do Częstochowy zmieniono, by uniknąć dublowania z ulicami w centrum Częstochowy.
Osiedle robotnicze Raków zbudowane zostało na przełomie XIX i XX wieku, gdy powstała huta; przeprowadzono wówczas elektryfikację (1904 r.), wybrukowano ulice, zbudowano szkołę i kościół. W tym czasie Raków funkcjonował jako fragment wsi Huta Stara B. W roku 1920 utworzono klub piłkarski Sparta, a w 1921 Racovia (obecnie Raków Częstochowa). 13 marca 1928 roku licząca 7 tys. mieszkańców osada przemysłowa włączona została do miasta na wyraźne żądanie jej mieszkańców.
Włączenie do Częstochowy nastąpiło, mimo iż Raków był wówczas nie tylko przemysłowym osiedlem, ale samowystarczalnym miasteczkiem ze sklepami, szkołą, szpitalem, pocztą i parafialną kaplicą. Formalnie osiedle rakowskie należało do gminy Huta Stara, której władzom mieszkańcy Rakowa zarzucali finansowanie inwestycji na terenach wiejskich z płaconych w Rakowie podatków kosztem zaniedbywania samego Rakowa. Z drugiej strony Częstochowa również była zainteresowana przyłączeniem Rakowa. 2 czerwca 1920 r. rada miejska podjęła uchwałę w tej sprawie, domagając się przyłączenia zurbanizowanych osiedli Aniołowa, Błeszna, Boru, Dąbia, Kamienia, Ostatniego Grosza, Rakowa, Stradomia i Zacisza, jednak proces ten był przewlekany przez władze powiatu częstochowskiego. Raków i Dąbie utworzyły dzielnicę numer XI, drugą pod względem liczby zamieszkania po śródmieściu.
Gwałtowny rozrost dzielnicy nastąpił po II wojnie światowej, co było odpowiedzią na rozbudowę huty: powstały osiedla Raków I (już w 1949), Raków II i Raków III, w skład których oprócz kilkukondygnacyjnych budynków mieszkalnych weszły szkoły i przedszkola. Wytyczono wówczas socrealistyczną aleję Pokoju, którą od 1959 kursują tramwaje. Do 1971 tramwaj jeździł też ulicą Łukasińskiego. W latach 1968–2000 przy Alei Pokoju mieściło się kino Relax z 590 miejscami. W 2000 r. budynek kina przebudowano na supermarket Leader Price (obecnie Netto). Wzdłuż alei, między rzędami lip, znajduje się ścieżka rowerowa. Niegdyś pełna punktów handlowych i usługowych, aleja Pokoju obecnie podupadła.

## Obiekty położone w dzielnicy
- rezerwat archeologiczny kultury łużyckiej
- pałacyk Hantkego wzniesiony w latach 1900–1903 w stylu francuskiego neobaroku z żeliwnymi dekoracjami klatki schodowej (obecnie Miejski Dom Kultury[6]) otoczony parkiem
- domy majsterskie i robotnicze z czerwonej cegły (nieotynkowane) wybudowane w latach 1900–1902
- dawny budynek zarządu huty i siedziba dyrektora (z drewnianą werandą, wewnątrz zabytkowe kaflowe piece i kominek z płaskorzeźbioną dekoracją), w którym mieścił się przyzakładowy żłobek
- kościół parafialny (w 2002 podniesiony do godności sanktuarium) pw. św. Józefa Rzemieślnika z lat 1926–1933 (eklektyczny z elementami polskiego gotyku, renesansu i baroku, wewnątrz neobarokowe chrzcielnica i ambona z 1953) – kolebka częstochowskiej Solidarności
- Stadion klubu sportowego Raków Częstochowa

## Komunikacja
Przez dzielnicę przebiega linia tramwajowa nr 1, znajduje się tu także pętla, na której kończy swoją trasę linia tramwajowa nr 2. W południowej części dzielnicy w 2012 roku zbudowano pętlę tramwajową dla linii nr 3. Przy pętli tramwajowej linii 2 znajduje się także pętla autobusowa dla dziennych linii 12, 32 i nocnej 80. Oprócz tego przez Raków jeżdżą jeszcze linie 19,35 i 39 a obrzeżem dzielnicy kursują linie 10, 20, i 24 oraz autobusy podmiejskie oprócz linii 69.

## Urodzeni w Rakowie
- Lech Jerzy Głuchowski ps. Jeżycki  – dowódca 7 pułku ułanów Lubelskich AK kryptonim Jeleń

## Galeria

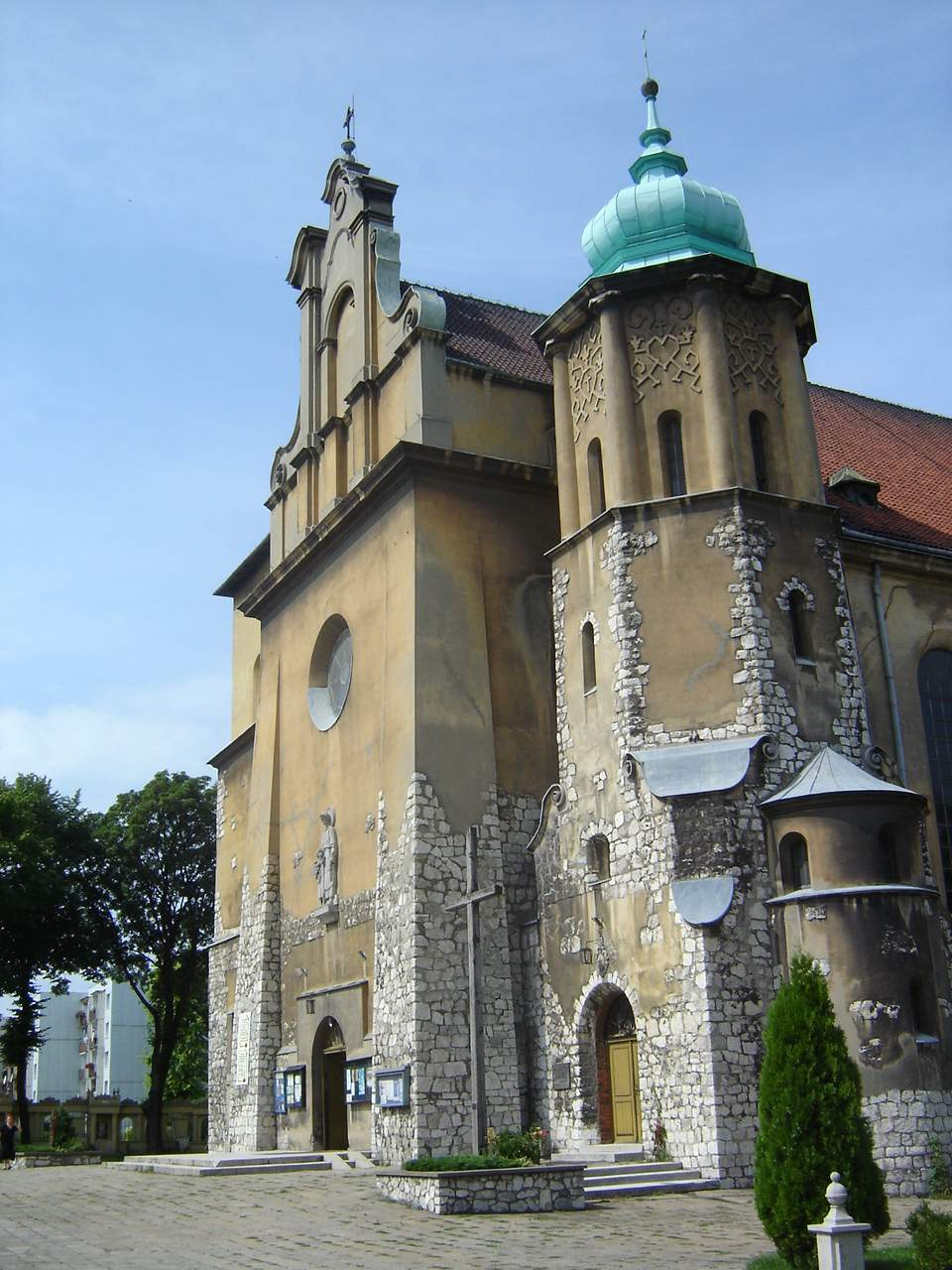
Kościół pw. św. Józefa
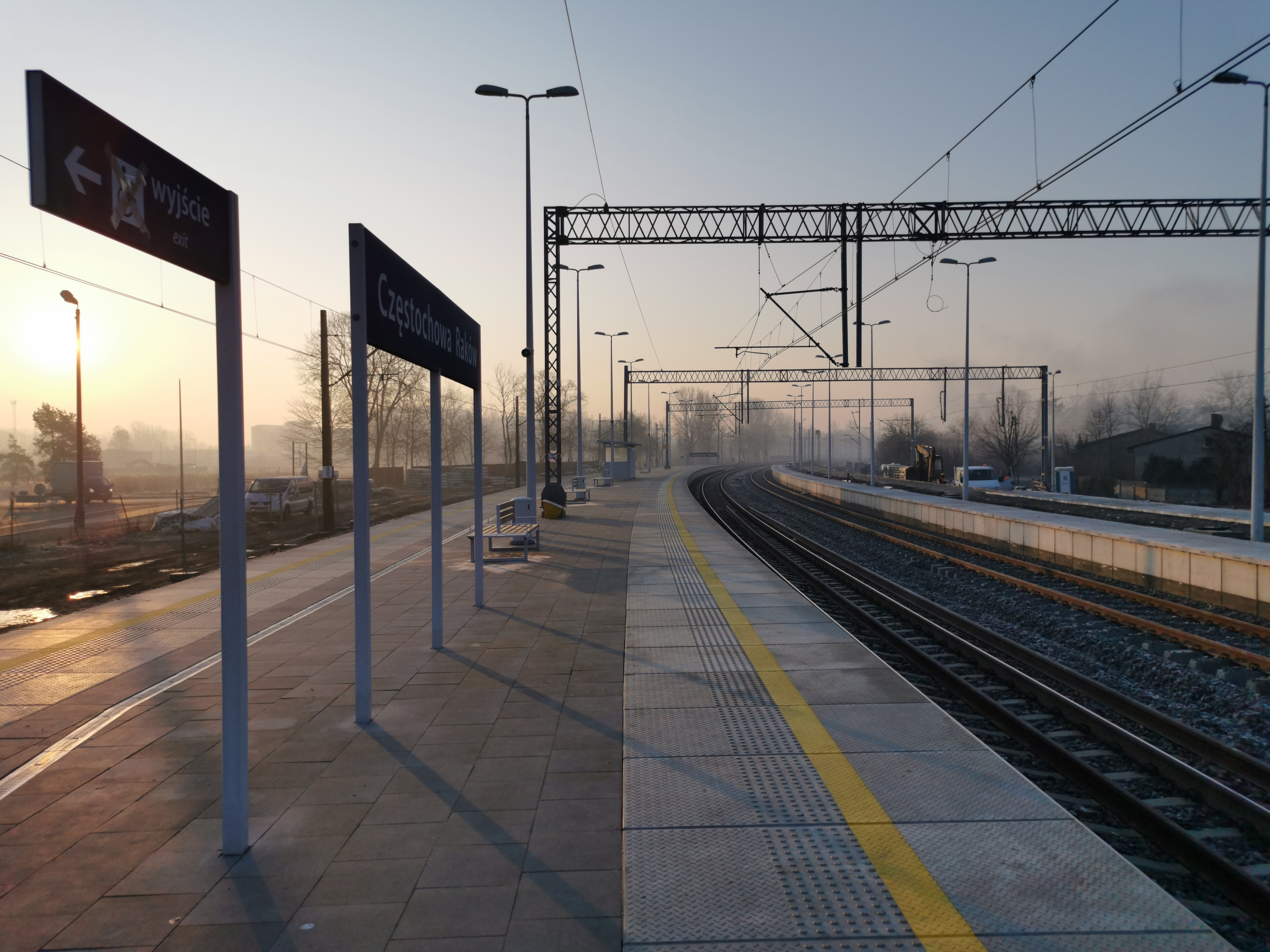
Dworzec PKP Raków
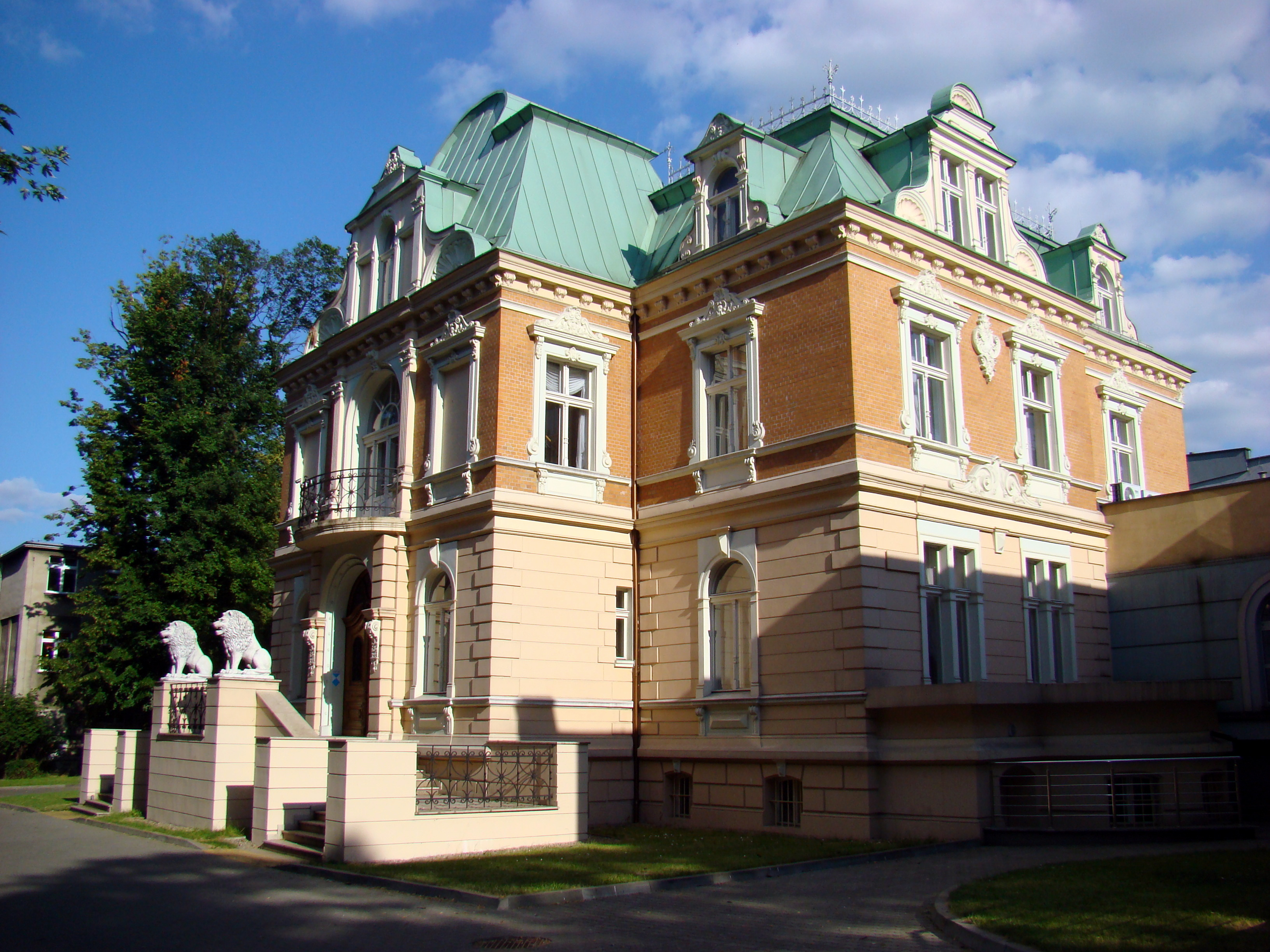
Pałacyk Bernarda Hantkego, właściciela Huty Częstochowa, obecnie Miejski Dom Kultury
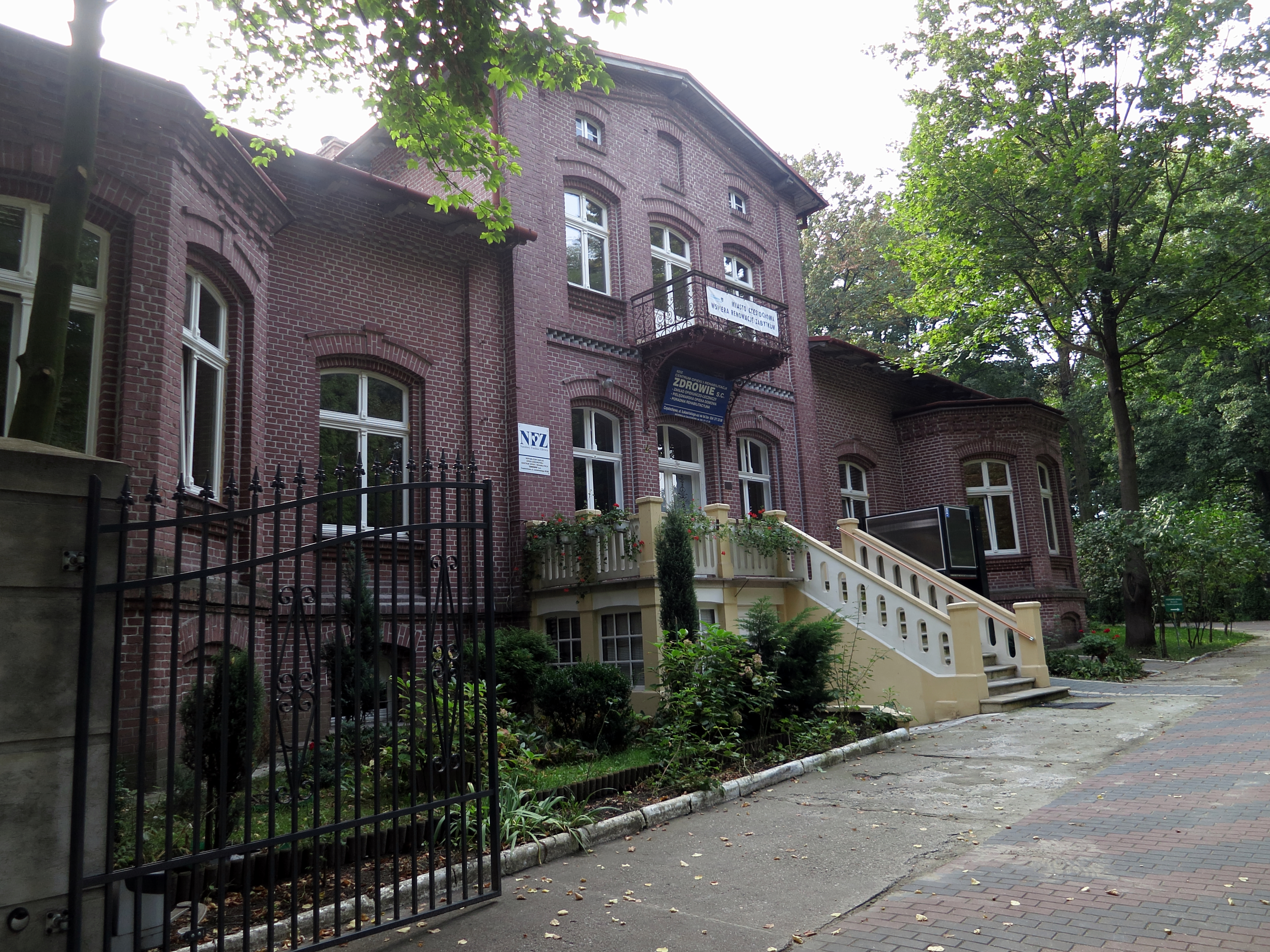
Willa dyrektora huty
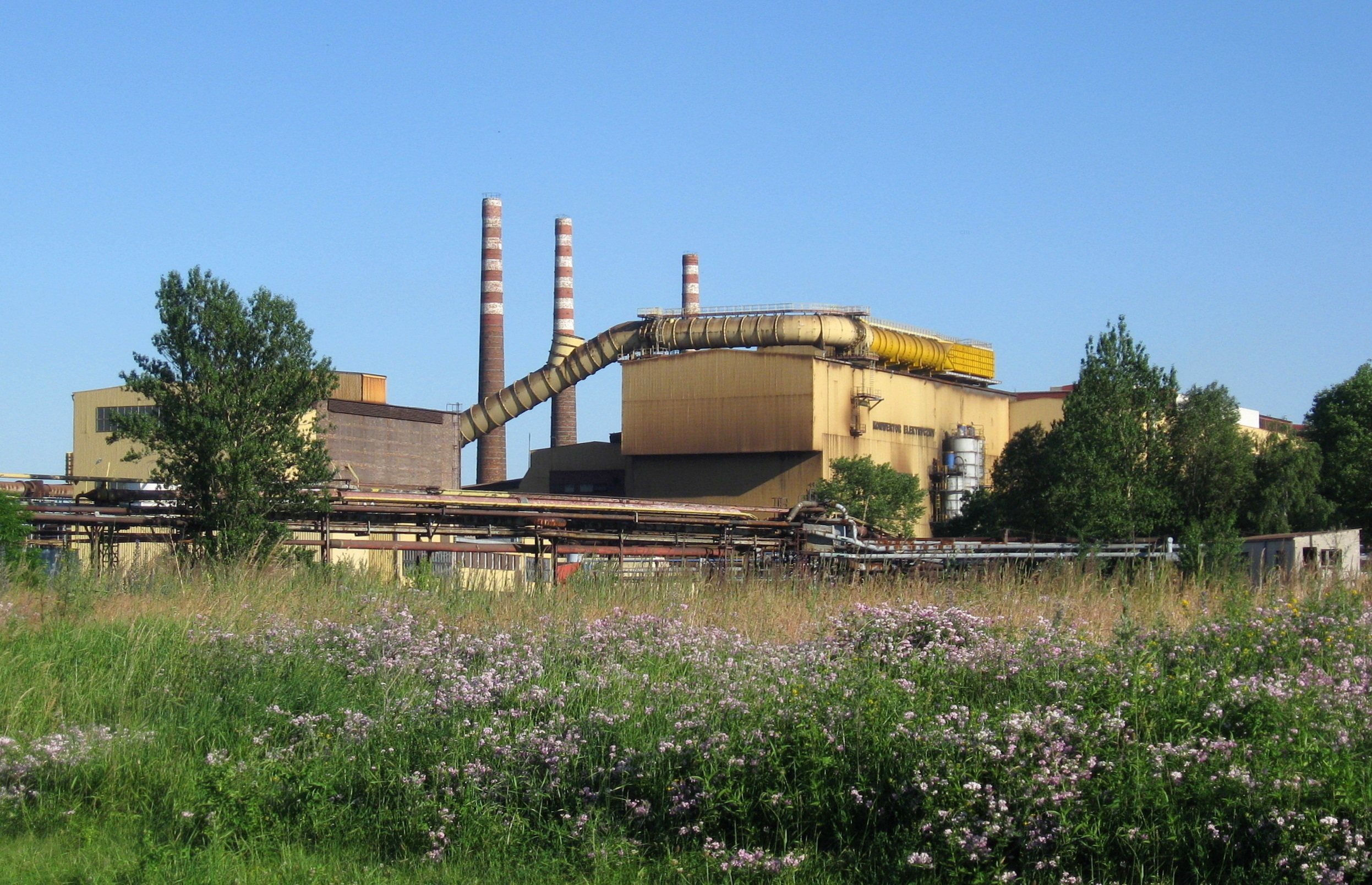
Zabudowania Huty Częstochowa
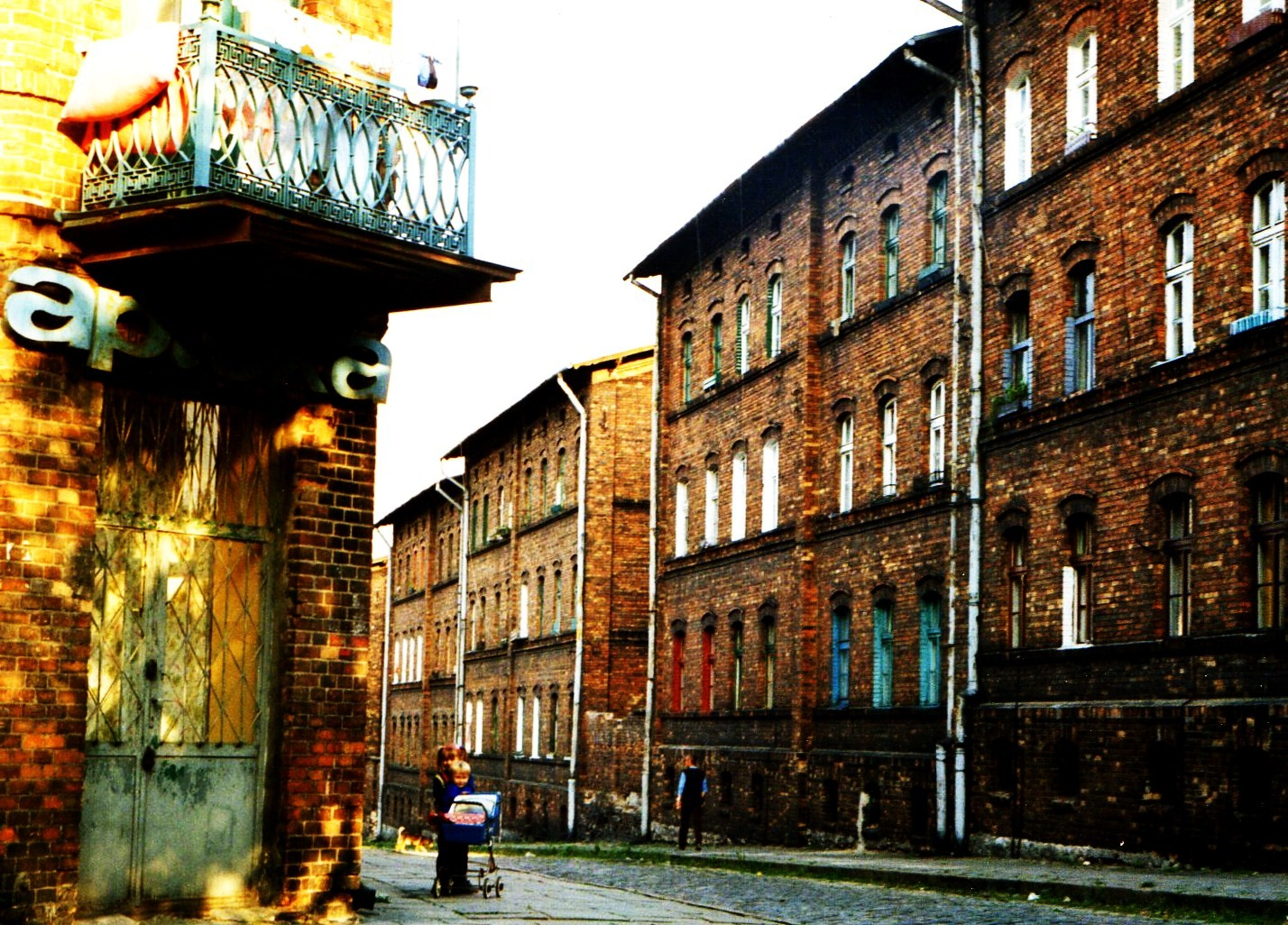
Domy robotnicze w 1993 roku